# Roger Martin (homme politique)
Pour les articles homonymes, voir Roger Martin et Martin.
Roger Martin est un homme politique français né en 1741 à Estadens (Haute-Garonne) et mort le 18 mai 1811 à Toulouse (Haute-Garonne).

## Biographie
Destiné au clergé, il reçoit les ordres mineurs, avant de renoncer et de devenir professeur de physique. Officier municipal, il est élu député de la Haute-Garonne au Conseil des Cinq-Cents le 25 vendémiaire an IV, dont il est secrétaire par deux fois. Rallié au coup d'État du 18 Brumaire, il siège au corps législatif jusqu'à son décès.

## Sources
- « Roger Martin (homme politique) », dans Adolphe Robert et Gaston Cougny, Dictionnaire des parlementaires français, Edgar Bourloton, 1889-1891 [détail de l’édition]